# استپ‌فورد کوکوز
استپ‌فورد کوکوز (به انگلیسی: Stepford Cuckoos) مجموعه‌ای از جهش‌یافته‌های خیالی (شامل سِلِست کوکو، اِزمه کوکو، ایرما «مایندی» کوکو، فیبی کوکو و سوفی کوکو) در کتاب‌های کامیک آمریکایی منتشر شده توسط مارول کامیکس هستند که به صورت ذهنی با یکدیگر در ارتباط می‌باشند. استپ‌فورد کوکوز توسط گرنت موریسون و ایتن ون اسکایور خلق شده‌اند؛ که برای نخستین بار در شمارهٔ ۱۱۸ از مجموعه کمیک مردان ایکس جدید حضور پیدا کردند. ترتیب حروف الفبا نام کوچک کوکوها با سن آن‌ها در ارتباط است، به طوری که سِلِست اولین فرزند و سوفی کوچک‌ترین آن‌ها به‌شمار می‌رود.
استپ‌فورد کوکوز پنج دورآگاه قدرتمند و دختران شبیه‌سازی شده اما فراست هستند که با ترکیب نمودن توانایی دورآگاهی خود قادر به ایجاد یک گروه ذهنی قوی‌تر می‌باشند. آن‌ها در ابتدا با نام پنج در یک شناخته می‌شدند، اما پس از مرگ اِزمه و سوفی، در حال حاضر خواهرهای باقی‌مانده تحت عنوان سه در یک شناخته می‌شوند. سه کوکوی باقی‌مانده هم‌اکنون دانشجویان انجمن اگزاویه به منظور آموزش و پرورش جهش‌یافته‌ها هستند.
اسکایلر ساموئلز در مجموعه تلویزیونی با استعداد (۲۰۱۷) وظیفه بازی در این نقش را بر عهده دارد. این اولین حضور رسمی این شخصیت در یک محصول لایو اکشن محسوب می‌شود.